# 吕伟 (足球运动员)
吕伟（1989年1月18日—），是一名中国足球运动员，现效力于中国足球超级联赛球队天津泰达。

## 俱乐部生涯
2009年，吕伟进入中国足球超级联赛球队天津泰达一线队，但在2009赛季并未能代表球队参加正式比赛。2010赛季，他被转到预备队训练。2011年2月，他被租借到中国足球甲级联赛球队沈阳东进。2013年，在东进降级到乙级联赛后，吕伟回归天津泰达。虽然一度被认为有可能被租借到同城的天津松江，但最后得到球队教练吉马良斯的赏识而得以留队。2013年6月1日，他在天津泰达客场0比1不敌大连阿尔滨的比赛首发出场，第一次亮相中超联赛。 之后他占据球队的主力位置，在2013赛季总共出场17次。